# صدف تخم‌مرغی نروژی
صدف تخم مرغی نروژی (نام علمی: Laevicardium crassum) نام یک گونه از تیره صدف راه‌راه است.